# Alliance européenne des mouvements critiques envers l'Union européenne
L’Alliance européenne des mouvements critiques envers l'Union européenne, plus connue sous son acronyme anglais TEAM (« équipe », The European Alliance of EU-critical Movements) est une association de coopération entre plusieurs mouvements eurosceptiques ou euro-critiques, qui comprend également des organisations non-gouvernementales et des partis politiques.
Le coordinateur de TEAM est Jesper Morville du Mouvement populaire contre l'Union européenne danois.

## Historique
Un réseau informel d'associations anti-Maastricht se forme dès 1992 à l'initiative des mouvements britanniques et danois, qui porte l'acronyme TEAM, signifiant The European Anti-Maastricht Alliance. En 1997, ce réseau se structure en association et prend son nom actuel, The European Alliance of EU-critical Movements.

## Organisation
En 2007, le réseau est composé de 57 organisations provenant de 23 pays européens, avec une forte dominante des pays nordiques. 